# Max Rothfels

Max Rothfels 1879 als Student in Göttingen

Max Rothfels (* 10. Juni 1854 in Cassel; † 22. Oktober 1935 in Kassel) war ein deutscher Rechtsanwalt und Notar.

## Leben
Gabriel Max Rothfels entstammte einer einflussreichen jüdischen Bankiers-Familie, die mit einem Familienzweig in Kassel seit Ende des 18. Jahrhunderts ansässig war. Sein Großvater Menachem Mendle Aschkenas Rothschild war in Kassel als Bankier zu einem erheblichen Vermögen gekommen, der Kasseler Zweig der Familie änderte 1840 den Familiennamen von Rothschild in Rothfels.
Seine Eltern waren Jeremias Rothschild/Rothfels (1800–1873) und Minna Hertz (1817–1886). Die Vermögenslage ermöglichte es dem Vater nach dem Studium der Mathematik an der Universität Marburg zunächst für Carl Friedrich Gauß in Göttingen zu arbeiten und sich hinterher in Kassel als Privatgelehrter niederzulassen.
Max Rothfels studierte nach dem Abitur in Kassel Rechtswissenschaften an den Universitäten von Heidelberg, Göttingen und Berlin. In Heidelberg wurde er Mitglied des Corps Suevia, danach 1873 in Göttingen auch noch Mitglied des Corps Hannovera. Während seiner Göttinger Zeit diente er zunächst als Einjährig-Freiwilliger beim 2. Hessischen Infanterie-Regiment Nr. 82, wegen der Erkrankung seines Vaters wurde er als Einjähriger nach Kassel zum 3. Hessischen Infanterie-Regiment Nr. 83 versetzt, wo er später auch Reserveoffizier wurde. Seine Studien in Göttingen schloss Rothfels nach dem Tod des Vaters mit dem Ersten Staatsexamen und der Promotion zum Dr. jur. ab. 1881 wurde er nach der Referendarzeit in Kassel zunächst Gerichtsassessor, später dann Rechtsanwalt und Notar in Kassel. Im Jahr 1900 wurde er mit dem Titel Justizrat ausgezeichnet. Im Ehrenamt übte er Funktionen in der Jüdischen Gemeinde Kassel aus und war wie auch schon sein Vater fast 50 Jahre deren Vorsteher. Er gehörte zu den Gründern des Deutschen Roten Kreuzes in der Stadt und engagierte sich in einer Vielzahl von weiteren karitativen Organisationen ehrenamtlich. Er war Mitglied der Kasseler Freimaurerloge Zur Eintracht und Standhaftigkeit.
Im Ersten Weltkrieg diente er von 1914 bis 1918 als Hauptmann der Landwehr beim Stellvertretenden Generalkommando des XI. Armee-Korps. Er hatte die Lazarette in Kassel unter sich und wurde für seinen Einsatz mit dem Eisernen Kreuz ausgezeichnet. Das große Familienvermögen wurde nach dem Krieg ein Opfer der Inflation. Ob er in seinem hohen Alter 1933 noch von den Nationalsozialisten verfolgt wurde, ist bislang nicht ermittelt.

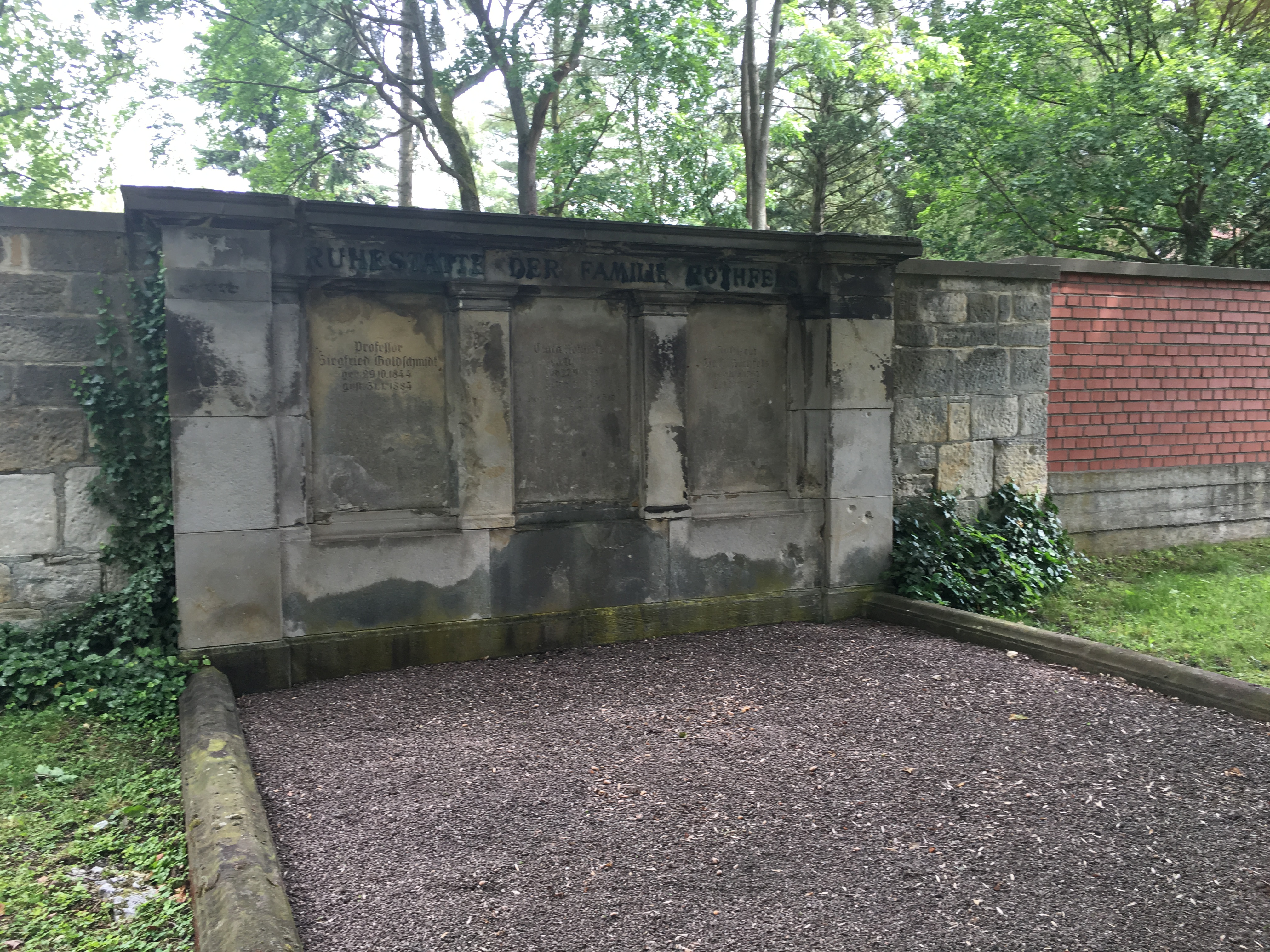
Familiengrab Rothfels in Kassel

Max Rothfels war seit 1881 verheiratet mit Clara Wallach aus Kassel. Die zwei Söhne und zwei Töchter wurden von den beiden nicht mehr im jüdischen Glauben erzogen. Einer der Söhne war der spätere Historiker und Bismarck-Biograph Hans Rothfels. Beide Söhne wurden 1934 aus dem Staatsdienst gedrängt. Das Grabmal der Familie Rothfels befindet sich auf dem Jüdischen Friedhof in Kassel-Bettenhausen.

## Schriften
- Kaiser Wilhelm I. und Kaiser Friedrich: zwei Gedächtnissreden; gehalten in den Trauerlogen am 16. März und 24. Juni 1888; Handschrift für die Brüder der Loge zur Eintracht und Standhaftigkeit im Orient von Cassel, Findel, Leipzig 1888 (Digitalisat)
- Der Gewerbe-Vorschuss- und Spar-Verein zu Cassel. 1898. Kassel 1899.